# Otto Moltke (fodboldspiller)
 Der er flere personer med dette navn, se Otto Moltke.
Otto Knud Johan Axel Moltke (født 10. juli 1897 på Østerbro i København, død 13. september 1952 i Snekkersten) var en dansk fodboldspiller og cand.polyt.
I sin klubkarriere spillede Moltke back i Akademisk Boldklub i perioden 1914-1927, og han vandt det danske mesterskab med klubben i 1919 og 1921.
Moltke spillede en enkelt landskamp for Danmark. Det var mod Sverige i Stockholm 1919.
Otto Moltke var søn af generalmajor Otto August Heinrich Moltke. Han blev 1928 gift med Jessie Maud Carøe. 